# Румен Груев Григоров
Румен Груев Григоров e български архитект.

## Биография
Румен Груев Григоров е роден на 11 юни 1950 г. в град Пловдив. През 1974 г. Румен Григоров завършва архитектурния факултет в Университета по архитектура, строителство и геодезия (УАСГ).
Арх. Румен Григоров работи в Териториална Проектантска Организация Пловдив специализирано по изграждането на Жилищен Район ТРАКИЯ. Автор на училищата „Свети Софроний Врачански“, „Черноризец Храбър“ и „Димитър Матевски“.
Три последователни мандата от 1981 г. е общински съветник. Главен архитект на Община Пловдив от 1981 до 1986, през които години се построяват комплекс Летище Пловдив; жп гара Тракия; „Коматевски възел“; булевардите „Голямоконарско шосе“ и „Княгиня Мария Луиза“. Реконструкция на уличната мрежа с оспорвани пробиви под Пощата и Житен пазар и подлеза под Централна Гара.
Председател на САБ Дружество Пловдив 1983 – 1988. Председател на Регионална колегия на Камарата КАБ два мандата 2003 – 2012